# Reciful de pe malul râului Răut
Reciful de pe malul râului Răut, cunoscut și ca Reciful Pohorniceni, este un monument al naturii de tip geologic sau paleontologic în raionul Orhei, Republica Moldova. Este amplasat pe malul drept al râului Răut, la 1 km de satul Pohorniceni, peste râu de satul Piatra. Are o suprafață de 3 ha, sau 36,45 ha conform unor aprecieri mai recente. Obiectul este administrat de Primăria satului Pohorniceni.

## Descriere
Monumentul natural este parte componentă a fâșiei recifelor subetajului basarabian din Republica Moldova. Ca și alte recife din zona dată, cum ar fi defileul Orhei, este constituit din trei pachete de calcare detritice și oolitice cu resturi scheletice de foraminifere, briozoare și moluște, preponderent gastropode. Pachetele de roci s-au format în condiții sedimentologice diferite.

## Statut de protecție
Obiectivul a fost luat sub protecția statului prin Hotărîrea Sovietului de Miniștri al RSSM din 8 ianuarie 1975 nr. 5, iar statutul de protecție a fost reconfirmat prin Legea nr. 1538 din 25 februarie 1998 privind fondul ariilor naturale protejate de stat. Deținătorul funciar al monumentului natural este Primăria satului Pohorniceni.
Reciful este un reper în studiul particularităților de formare a depozitelor recifale basarabiene. Are valoare cognitivă și ecoturistică.
Conform situației din anul 2016, nu era instalat niciun panou informativ și nu era delimitat teritoriul ariei protejate.